# Presidio Real de Santa Bárbara
El Presidio Real de Santa Bárbara (Royal Spanish Presidio o Royal Presidio of Santa Barbara en inglés) es una antigua fortificación española situada en Santa Bárbara, California, Estados Unidos. El presidio fue construida en 1782 con la misión de defender el Segundo Distrito Militar en California. En la actualidad, el presidio es una importante atracción turística y un activo yacimiento arqueológico. El parque contiene una estructura original hecha de adobe y llamada "El Cuartel", que es el segundo edificio más antiguo que se conserva en California; solo es más antigua la capilla de la Misión San Juan Capistrano, conocida como iglesia del padre Serra (Father Serra's Church en inglés). El Presidio de Santa Bárbara fue el último puesto militar avanzado construido por España en América. Fue incluido en el Registro Nacional de Lugares Históricos de los Estados Unidos el 26 de noviembre de 1973.

## Fundación
El lugar donde fue construido el presidio fue elegido por Felipe de Neve, primer gobernador de Las Californias. Felipe de Neve consideró que la costa de Santa Bárbara era vulnerable a un ataque y decidió construir un puesto militar, para lo que eligió un lugar cerca de un puerto protegido de las fuertes tormentas. Además, había cerca del lugar gran cantidad de materiales y agua para poder hacer frente a la construcción. Las obras empezaron el 21 de abril de 1782 y el lugar fue bendecido por beato Junípero Serra. Al cabo de un año se había completado una instalación con carácter temporal y los indios chumash del jefe Yanonalit ya habían plantado un campo de trigo. El presidio inicial consistía en unos muros de lodo y maleza alrededor de un cuadrilátero de unos 100 metros de lado.
El primer comandante, José Francisco Ortega, planificó las fortificaciones y los trabajos de irrigación. Obtuvo ganado de Ventura, plantó huertos y empezó la creación de granjas a gran escala. Cuatro años después empezó la construcción de la cercana Misión Santa Bárbara. Alrededor del presidio se desarrolló la población de Santa Bárbara, ya que éste ofrecía protección a los residentes. La capilla del presidio fue el principal lugar de culto para los residentes de la primitiva localidad hasta que fue destruida por el terremoto de Fort Tejon en 1857. Este hecho era debido a que la misión, situada a unos dos kilómetros de distancia, estaba destinada principalmente al uso de los nativos chumash tras su conversión al cristianismo.
El presidio fue construido como una fortaleza y en consecuencia tenía un sólido muro exterior con explanadas abiertas en todos sus lados para proporcionar una buena visibilidad. Sin embargo, durante sus sesenta años de servicio nunca fue atacado por fuerzas militares de importancia, pero sí que se vio afectado por los elementos naturales. A principios del siglo XIX, varios terremotos devastadores destruyeron la mayor parte de la estructura.

## Acciones de combate
El Presidio de Santa Bárbara era abastecido por las cinco misiones a las que protegía, pero aun así mantuvo contactos con varios navíos extranjeros, sobre todo cazadores de nutrias. El terremoto de 1812 afectó sobremanera al presidio y se pensó reconstruirlo en otro lugar.
En 1818, siendo el comandante del presidio José Antonio de la Guerra, la pequeña guarnición logró ahuyentar a un navío  capitaneado por el argentino Hipólito Bouchard, que acababa de quemar Monterrey. De la Guerra hizo que sus hombres subieran y bajaran la colina para hacer creer a los marinos que contaban con un número de efectivos mucho mayor del que disponían.
Durante el tiempo en que transcurrió la intervención estadounidense en México, el presidio se encontraba en un estado por el que era poco aprovechable, y el 27 de diciembre de 1846, el presidio se rindió sin luchar a John C. Frémont, después de que este cruzara el paso de San Marcos bajo la lluvia y llegara al presidio y a la localidad desde la retaguardia. No fue necesaria la lucha, ya que la guarnición se encontraba en aquel momento en Los Ángeles. Frémont había oído que el ejército mexicano estaba esperando para tenderle una emboscada en el paso de Gaviota, la única ruta lógica para pasar en aquel tiempo las montañas y cruzó por el difícil y embarrado camino de San Marcos para burlarlos, aunque este movimiento resultó no ser necesario. El general mexicano Andrés Pico se rindió más tarde a Frémont, reconociendo que la guerra había sido perdida.

## El presidio en la actualidad

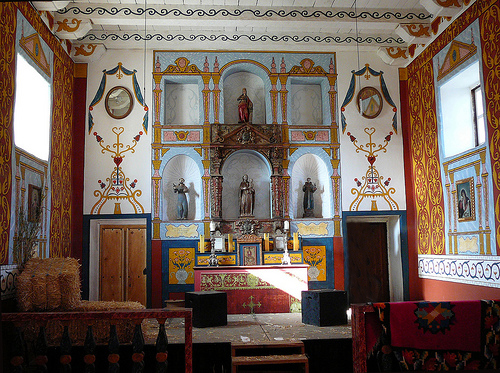
Interior de la capilla tras su reconstrucción

En 1963 se fundó la Santa Barbara Trust for Historic Preservation (SBTHP) con el objetivo principal de restaurar el presidio. En 1966, el terreno sobre el que se asienta fue declarado State Historic Park (Parque Histórico Estatal). El 27 de diciembre de 2006, el SBTHP renovó su acuerdo en vigor con el California State Parks Department (Departamento de Parques Estatales de California) para hacerse cargo del presidio. El 26 de noviembre de 1973, el Presidio de Santa Bárbara fue añadido al National Register of Historic Places (Registro Nacional de Lugares Históricos) de los Estados Unidos.
El actual presidio, en El Presidio de Santa Barbara State Historic Park, se encuentra en la esquina de la calle Santa Bárbara con la calle East Canon Perdido, en el centro urbano de Santa Bárbara. La mayor parte del lugar está enfrente de la oficina de correos de la ciudad de Santa Bárbara y a unas dos manzanas del ayuntamiento, de De la Guerra Plaza y otros dos museos, el Santa Barbara Historical Museum y el Casa de la Guerra.
Solo una pequeña parte del presidio ha llegado hasta nuestros días y ha sido restaurado. La mayoría de la estructura original se ha perdido debido a que fue derribada para que siguiera la misma línea del trazado urbano. Sin embargo, se pueden adivinar algunos vestigios en fotografías aéreas. Dos partes del cuadrilátero original del presidio han llegado hasta nuestros días: el Cañedo Adobe, llamado así por José María Cañedo, soldado al que le fue transferido el presidio en concepto de atrasos en su paga cuando el presidio pasó a estar inactivo, y los restos de una habitación doble de los cuarteles de los soldados, llamado "El Cuartel". El centro de visitantes del parque estatal se encuentra en el Cañedo Adobe y "El Cuartel" ha sido conservado sin haber sufrido modificaciones significativas. El Santa Barbara Trust for Historic Preservation, que se encarga del presidio, reconstruyó el resto del lugar. En mayo de 2006 se construyeron dos salas en la esquina noroeste. Los trabajos de reconstrucción aún no se han terminado y en diciembre de 2007 se empezó a construir dos salas más en la misma esquina. La capilla es otro de los edificios restaurados.